# Fatta
Fatta (i marknadsföring skrivet FATTA!) är en ideell medlemsförening som grundades av organisationerna Femtastic och Make Equal. Den arbetar mot sexuellt våld och för samtycke i praktik och lagstiftning. Föreningen startades som en reaktion på en friande dom i ett våldtäktsmål vid Umeå Tingsrätt den 14 maj 2013 och bygger på över 150 anonyma personers berättelser om sex som inte skett på deras villkor.

## Fatta Man
Fatta Man var ett treårigt projekt som pågick 2014–2017 med syfte att möjliggöra för pojkar och män att ta ansvar och vara del av den positiva förändringen för samtycke och en manlighet utan sexualiserat våld. Projektet, som finansierades av Allmänna arvsfonden, drevs av Fatta, Make Equal och MÄN.